# イメージクラブ
イメージクラブとは、風俗嬢と呼ばれる女性従業員が様々なコスチュームを着て性的なサービスを提供する風俗店。一般的にイメクラと略される。

## 概説
実現し難い行為を疑似体験出来るところに特徴がある。ただし、性行為の伴わないコスプレを行う店舗も存在するなど、イメージクラブとしての明確な定義は存在しない。そのため、イメージクラブ的なサービスを取り入れたファッションヘルス、ピンサロとの境界は曖昧であり、各店舗がそれぞれのサービス内容に応じて自称するに任せられている。

## サービス内容
基本的なサービスはファッションヘルスと同様だが、イメクラの場合、男性客の希望に基づいて女性従業員が制服・レディーススーツなどの様々なコスプレを行う。日常では有り得ないシチュエーション（「教師と生徒の性行為」や「（特に列車内での）痴漢（痴女）と被害者」、「上司の露骨なセクハラを受けるOL（秘書）」など）を演じる点に特徴がある。ヘルス店のため、本番行為は禁止されている。

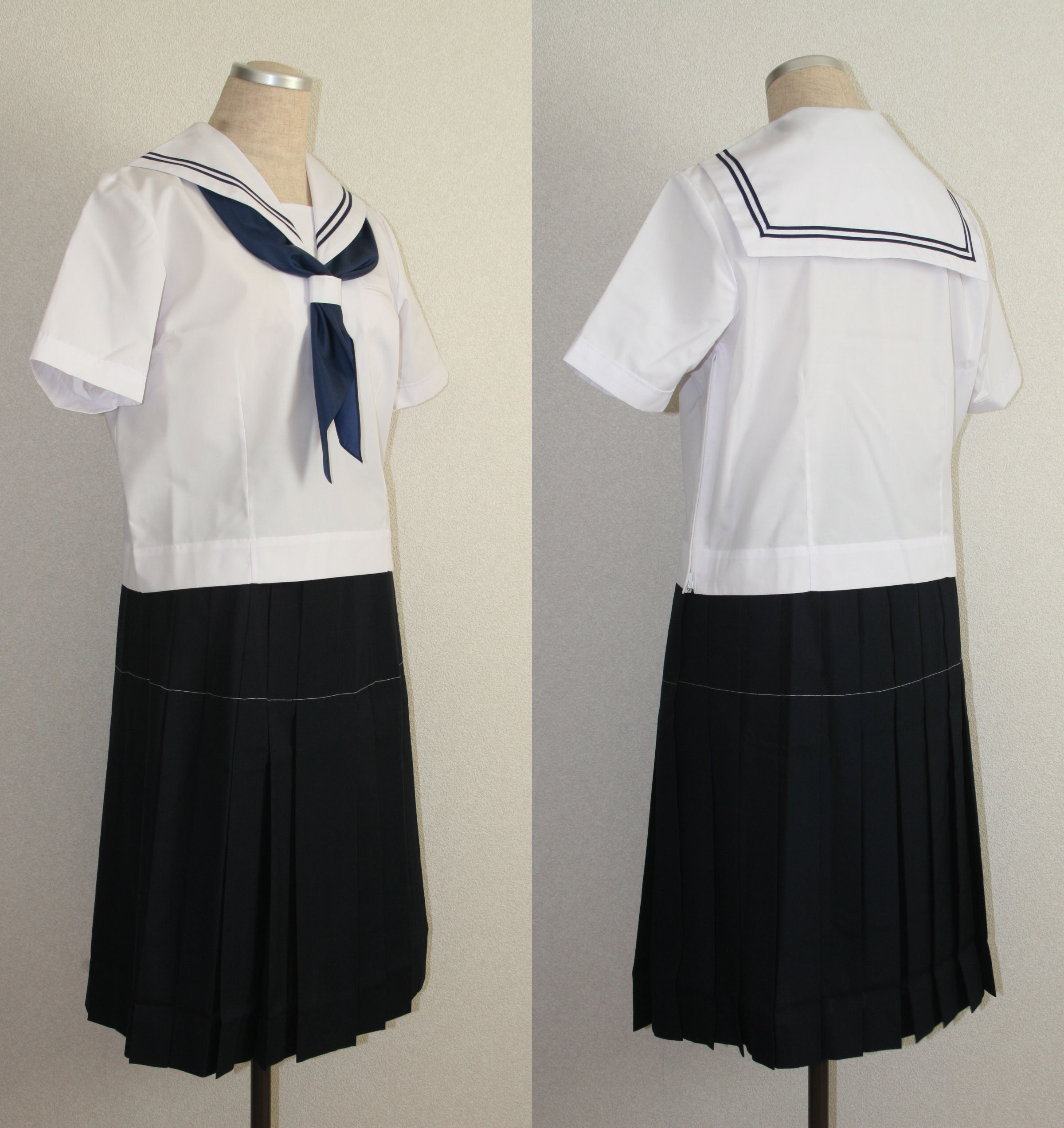
女子学生制服用のセーラー服の例

## 法律上の位置づけ
一般に風俗営業等の規制及び業務の適正化等に関する法律（風適法）に定める、店舗型性風俗特殊営業店の営業形態に該当する。風適法第2条第6項第2号では、「個室を設け、当該個室において異性の客の性的好奇心に応じてその客に接触する役務を提供する営業」のうち、前号に該当する営業（すなわちソープランド）を除いたものと定義されている。
イメージクラブと呼ばれる業態は、この定義に当てはまるものとして営業されることが一般的であるが、まれに、個室を設けず、風適法第2条第6項第6号の、「前各号に掲げるもののほか、店舗を設けて営む性風俗に関する営業で、善良の風俗、清浄な風俗環境又は少年の健全な育成に与える影響が著しい営業として政令で定めるもの」として営業するものや、性風俗特殊営業に該当しない店舗として営業されることもある。

## イメクラの歴史
本格的にイメクラができたのはバブル崩壊後、1990年代初頭といわれる。それまで会員制で「夜這いクラブ」という業態でアングラに活動していた。この頃は夜這いプレー後に客がマスターベーションするといったサービス内容であった。
赤羽に「トゥルーラブ」大久保に「ティアラ」歌舞伎町に「ハレンチ女学園」池袋に「ハロウィン」や「ACC企画」、「ペントハウス」、「ぱおぱお」、「狙われた学園」、「痴漢倶楽部」浜松町「ももいろ白書」といった店舗ができ、一般に普及していった。新宿では、素股と全身リップを売り物とする性感ヘルスが流行し始め、大久保、高田馬場、池袋がイメクラのメッカとして成熟を始める。
その後、色々なイメージプレイや、様々なオプションが考案され発展していったが、マニア向けのイメージプレイを主眼に置いた店舗と、一般に受け入れやすいコスプレを着たヘルスというライトな感覚のものに分離していった。近年ではヘルスとイメクラの区別は曖昧となっている。

## イメクラを舞台とする作品
- 『しようよ♡』 - 1995年に講談社「ミスターマガジン」に連載された倉上淳士の漫画。主人公の高校教師が生徒との関係を疑われ解雇されそうになるが、学校理事長でもある生徒の母から「夜はイメクラの店員として働く」という条件を提示され、二足のわらじを履くことになる。1996年にはテレビ朝日系「ウイークエンドドラマ」枠でドラマ化された。